# Tempête de feu (film)
Pour plus de détails, voir Fiche technique et Distribution.
Tempête de feu ou Orage de feu au Québec (Firestorm) est un film américain réalisé par Dean Semler, sorti en 1998.

## Synopsis
Le chef Jesse Graves, pompier-parachutiste forestier,  essaie de sauver Jennifer, une ornithologue, et d'autres personnes prises au piège dans un incendie forestier d'origine criminelle, dans laquelle des prisonniers évadés se font passer pour des pompiers canadiens.

## Fiche technique
- Titre original : Firestorm
- Titre français : Tempête de feu
- Titre québécois : Orage de feu
- Réalisation : Dean Semler
- Scénario : Chris Soth
- Musique : J. Peter Robinson
- Photographie : Stephen F. Windon
- Montage : Jack Hofstra (de)
- Production : Thomas M. Hammel, Jeph Loeb et Matthew Weisman
- Société de production : 20th Century Fox
- Société de distribution : 20th Century Fox (États-Unis)
- Pays :  États-Unis
- Genre : Action et thriller
- Durée : 89 minutes
- Dates de sortie : 
  -  France : 7 janvier 1998
  -  États-Unis : 9 janvier 1998

## Distribution
- Howie Long (VF : Denis Boileau) : Chef Jesse Graves, pompier-parachutiste forestier
- Scott Glenn (VF : Alain Dorval) : Wynt
- Suzy Amis (VF : Béatrice Agenin) : Jennifer, ornithologue
- William Forsythe (VF : Richard Darbois) : Randall Alexander Shaye
- Christianne Hirt (VF : Julie Turin) : Monica
- Garwin Sanford : Pete
- Sebastian Spence (VF : Lionel Melet) : Cowboy
- Michael Greyeyes : Andy
- Barry Pepper (VF : Patrick Borg) : Packer
- Vladimir Kulich (VF : Patrick Floersheim) : Karge
- Tom McBeath : Loomis
- Ben Immanuel : Wilkins
- Jonathon Young : Sherman
- Chilton Crane : la mère de Tina
- Robyn Driscoll : le père de Tina
- Alexandria Mitchell : Tina
- Terence Kelly : l'avocat
- Danny Wattley : Moody
- Derek Hamilton : Dwyer
- Adrien Dorval : Belcher
- Johnny Cuthbert : Davis
- Deryl Hayes : le shérif Garrett

## Distinctions
Le film a reçu la note de 1,5/5 sur AllMovie